# Kleinkastell Khirbet el-Kithara
Das Kleinkastell Khirbet el-Kithara (arabisch: Khirbat, Chirba = Ruinenstätte) ist ein römisches und byzantinisches Militärlager an der während der Regierungszeit des Kaisers Trajan (98–117) im Jahr 106 n. Chr. durch die Legio III Cyrenaica errichteten Via Traiana Nova am Limes Arabicus. Die Garnison gehörte zunächst zur Provinz Arabia und wurde während der Regierungszeit des Kaisers Diokletian (284–305) der neugegründeten Provinz Palaestina Tertia zugeschlagen. Die in dieser Fortifikation stationierte, bisher unbekannte Einheit war unter anderem für die Überwachung und Sicherung eines Straßenabschnitts in dieser Grenzzone des Reiches verantwortlich. Khirbet el-Khalde befindet sich im Gouvernement Aqaba im Süden von Jordanien.

## Lage
Die zum Grenzschutz abkommandierten militärischen Verbände der römischen Streitkräfte kontrollierten an den Außenposten des Reiches Stammesbewegungen insbesondere entlang der wichtigen Migrationsrouten, da den örtlichen Grenzschutzkommandeuren das zyklische Muster des Nomadenlebens bewusst war. Die Nomadenstämme tendierten dazu, den von der Natur vorgegebenen Wegen und Trassen wie insbesondere den Wadis zu folgen, weshalb gerade dort Militärposten entstanden, wobei die fest stationierten Einheiten auch mittels berittener Patrouillendienste Überwachungs- und Sicherungsarbeit leisteten.
Am Kleinkastell Khirbet el-Kithara wurde zudem der Verkehr entlang der Via Traiana Nova ob seiner Rechtmäßigkeit kontrolliert und vor Überfällen gesichert. Die verkehrstechnische Erschließung neuerrichteter Provinzen durch den Ausbau bereits vorhandener Wege beziehungsweise die Anlage vollständig neuer Trassen gehörte neben dem Neubau oder der Wiederbesetzung bereits vorhandener einheimischer Befestigungen zu den wichtigsten Aufgaben des Militärs. Gerade die Wachstationen und Garnisonen entlang der bedeutenden Verkehrswege, im Falle der Via Traiana Nova insbesondere auch in Hinblick auf ihre teils grenznahe Trassenführung, beleuchten den für Rom so wichtigen sicherheitspolitischen Gesichtspunkt. Damit gab das Militär dort neben seinen hoheitlichen Aufgaben wie dem Zollwesen, der straßenpolizeilichen Sicherung und dem Grenzschutz ganz allgemein ein wichtiges Signal für die anhaltende Präsenz der römischen Zentralgewalt innerhalb der Provinzen.
Die Region, in der das Kastell errichtet wurde, befindet sich in der Hisma-Wüste. Diese Wüste, die nördlich des Kastells Hauara beginnt, ist wesentlich heißer und trockener als die nördlich davon gelegenen Abschnitte des jordanischen Limes Arabicus. Fruchtbare Böden und Wasserressourcen sind in der Hisma-Wüste nur sehr begrenzt verfügbar. Anfänglich ist das Land sehr flach und nur durch gelegentliche felsige Erhebungen geprägt. Südlich des Kleinkastells el-Quweira geht die Wüste jedoch in ein bergiges Gebiet über und folgt unter anderem dem sich verengenden Tal des nach Süden hin abfallenden Wadi Yitm vorbei am Quadriburgium Khirbet el-Khalde (Praesidium) bis zu dem rund 16 Kilometer südwestlich gelegenen Khirbet el-Kithara. Dort nimmt das Wadi Yitm das Wadi Yitam al-Imran in sich auf, wird durch die Gebirgsformation nach Westen umgelenkt, um am Golf von Akaba, wenige Kilometer nördlich der Hafen-  und Garnisonsstadt Aelana, Ailana oder Aila (heute Aqaba), in das Wadi Araba abzufließen.
Im Zwickel unmittelbar über den von Nordosten und Süden kommenden Wadis Yitm und Yitam al-Imran befindet sich auf einer überschwemmungssicheren Anhöhe die kleine Fortifikation Khirbet el-Kithara, die mit ihrem Rundumblick nicht nur die beiden Trockentäler beherrscht, sondern auch den weiteren Verlauf des Wadis Yitm in Richtung Westen. Die modernen Fernstraßen verlaufen an dieser Stelle in einer Entfernung von rund zwei Kilometern nordwestlich zum Garnisonsort, doch der Eisenbahnbau hat die Anlage kompromisslos durchschnitten und dabei die südliche Umfassungsmauer sowie einen nicht unbedeutenden Teil des Innenraums vollständig zerstört.

## Forschungsgeschichte
Nach einer Feststellung des österreich-ungarischen Orientalisten Alois Musil (1868–1944) war zu seiner Zeit die Befestigung als „Qasr el Kithara“ bekannt. Der französische Epigraphiker, Ausgräber und Pater Antoine Raphaël Savignac (1874–1951) von der École biblique et archéologique française de Jérusalem sowie der britische Archäologe George Horsfield (1882–1956) besuchten die Anlage, wie Savignac 1932 berichtete. Am 6. April 1934 reiste der Biblische Archäologe Nelson Glueck (1900–1971) im Rahmen mehrjähriger Expeditionen der American School of Oriental Research in Jerusalem an dem Fundgelände vorbei. Ein von ihm beabsichtigter Besuch der Fortifikation kam in diesem Jahr nicht zustande. Glueck berichtete, dass die Anlage wohl derselbe Ort sei, der von Lawrence von Arabien (1888–1935) während der Arabischen Revolte gegen das Osmanische Reich (1916–1918) als „Kethera“ beziehungsweise „Kethira“ erwähnt wird. Des Weiteren nahm der Archäologe an, in den Ruinen eine ursprünglich nabatäische und später römische und byzantinische Karawanserei erkennen zu können. 1936 konnte Glueck dann die Garnison, die für ihn immer noch eine Karawanserei war, doch in Augenschein nehmen. Er bezeichnete die Anlage als den wichtigsten nabatäisch-römischen Posten an der Hauptstraße zwischen den nabatäisch-römischen Stätten von el-Kuweirah und Aila.
Sowohl Savignac als auch Glueck kamen nach ihren Recherchen überein, die heute sichtbaren Mauern von Khirbet el-Kithara im Allgemeinen als eine römische Konstruktion zu betrachten, wobei beide einschränkend annahmen, dass das Bauwerk ursprünglich nabatäisch gewesen sein könnte oder, wie Glueck weiter ausführte, zumindest über einem nabatäischen Vorgängerbau errichtet wurde. Der deutsche Theologe Albrecht Alt (1883–1956), der die Anlage ebenfalls besucht hatte, sah in dem architektonischen Konzept der Fortifikation einen genuin römischen Bautypus, der als Zentralhofkastell an die regional gebotenen Umständen angepasst worden war. Glueck schrieb mit Blick auf Khirbet el-Kithara im Jahre 1939: „Unser Wissen über die nabatäische Architektur ist noch nicht so weit fortgeschritten, dass wir zweifelsfrei zwischen nabatäischen und frührömischen Bauten in Südtransjordanien unterscheiden können; vielleicht wird das nie möglich sein. Die Keramikfunde weisen jedoch, abgesehen von anderen Überlegungen, unmissverständlich auf eine ursprüngliche nabatäische Besiedlung der Stätte hin.“ Er ließ jedoch auch die Möglichkeit offen, das Vorhandensein der nabatäischen Keramik durch die Annahme erklärbar zu machen, dass dieses Bauwerk von den Römern mithilfe nabatäischer Handwerker errichtet wurde, wobei die gelieferten Töpferwaren gleichfalls aus nabatäischen Produktionsstätten stammten.
Im Jahre 1976 nahm der amerikanische Provinzialrömische Archäologe Samuel Thomas Parker (1950–2021) mit seinem Limes-Arabicus-Survey-Project eine erste systematische Feldbegehung am Kleinkastell vor. Anklingend an Mutmaßungen der frühen Forscher kam er 1979 zu dem Schluss, dass Khirbet el-Kithara als ein römisches Bauwerk anzusehen ist, das seiner Meinung nach um die Zeit der römischen Annexion des Nabatäerreiches während der Herrschaft Trajans errichtet worden war. Dieser Aussage steht in Teilen neueren Überlegungen entgegen, die, ähnlich wie von Savignac und Glueck gemutmaßt, an diesem Ort eine ursprünglich nabatäische Gründung sehen, die in römisch-byzantinischer Zeit erneut genutzt wurde.

## Baugeschichte
Die auf rund 457 Höhenmetern errichtete Befestigung wurde auf dem nördlichen Ende einer stark erodierten Geländezunge errichtet, die südlich an ein über tausend Meter hohes Bergmassiv anschließt. Die Anlage folgt dabei in groben Zügen den Konturen des unregelmäßig geformten Untergrunds. Der historische und architektonische Aufbau dieser Anlage gestaltet sich archäologisch weniger komplex, als es die Befunde am Kleinkastell Khirbet el-Khalde zulassen. In dieser Hinsicht herrscht in der Wissenschaft weitgehende Einigkeit. Lediglich Alt sowie teilweise der österreichisch-britische Archäologe Aurel Stein (1862–1943), der 1939 vor Ort war, wollten anstelle der rechteckigen Wehrtürme runde Grundrisse gesehen haben. Trotz kleiner Unterschiede im Detail stimmen die bei Alt und Stein wiedergegebenen Grundrisse und Abmessungen der Fortifiation sowohl bei Alt als auch bei Stein weitgehend überein. Etwas weiter nördlich des Ruinengeländes befindet sich die Quelle Ain el-Kharaq.
Nach Ansicht der britischen Klassischen Archäologin Shelagh Gregory besitzt das Kleinkastell den Grundriss eines Drachenvierecks, dessen vier mit Türmen besetzte Ecken nordwestlich-südöstlich und nordöstlich-südwestlich orientiert sind. Die Mauern dieser vier Türme, von denen jeder rund 7 × 7 Meter umfasst und deutlich aus dem Verband der Umfassungsmauer hervorspringt, sind rund 0,90 bis 1,00 Meter stark. Mit einer Länge von 49 und 48 Metern wurden die beiden nach Nordwesten strebenden Längsseiten der Umfassungsmauer eingemessen. Dem gegenüber sind die südliche und östliche Kurtine lediglich 35,50 und 31,60 Meter lang. Somit umschließt die Fortifikation eine Gesamtfläche von 0,12 Hektar. Die Stärke der Umfassungsmauer wird von den verschiedenen Autoren mit unterschiedlichen Maßen angegeben. Diese Angaben reichen von etwa 1,50 Metern und 1,60 Metern bis 2,00 Metern und einer durchschnittlichen Angabe von 2,30 Metern. Die Einfriedung besteht aus grob zugerichteten Granitblöcken, zwischen die als Füllmaterial kleinere Bruchsteine eingesetzt wurden. Das Betreten des Kleinkastells war nur über einen einfach gestalteten Zugang möglich. Dieser befindet sich in der Mitte der nördlichen Umfassungsmauer und öffnet sich nach außen zur Via Traiana Nova hin. Der rautenförmige offene Innenhof wird von umlaufenden Raumfluchten begrenzt, die durch annähernd quadratische Kammern gebildet werden. Die Seitenwände dieser Kammern wurden unmittelbar an die vier Kurtinen angebaut. Bautechnisch waren die Räume in den Ecken zwangsläufig unregelmäßig geformt. Die einzige Unterbrechung zwischen den Kammern befindet sich an der Nordseite der Fortifikation. Dort befindet sich der bereits erwähnte Zugang in die Anlage, die im Inneren mittels eines Durchgangs zwischen den Räumen erfolgte. Im südlichen Teil des Hofes befand sich ein großes freistehendes rechteckiges Gebäude, das rund 7,30 × 9,15 Meter groß war und als Wachturm identifiziert wurde.

## Truppe
Vielleicht kann die einst hier stationierte Truppe mit derjenigen identifiziert werden, die in der Notitia dignitatum, einem spätrömischen Staatshandbuch, als „apud Praesidium“ beschrieben wird. Sollte dies der Fall sein, wäre in el-Kithara mit der Ala secunda felix Valentiana eine berittene Einheit in Garnison gewesen. Das antike Praesidium kann eindeutig mit dem Kleinkastell Khirbet el-Khalde nördlich von el-Kithara gleichgesetzt werden. Doch neben el-Kithara könnte mit „apud Praesidium“ auch das nördlich über el-Khalde gelegene Khirbet el-Quweira gemeint sein.

## Keramik
Die durch Feldbegehungen aufgelesenen keramischen Scherben sowie die aus den rezenten Sondagen geborgenen Töpferwaren ergaben eine umfangreiche Sammlung. Glueck berichtete 1935, dass an diesem Ort in der Vergangenheit zusätzlich zu römischen und byzantinischen Keramikfragmenten auch große Mengen an nabatäischen Scherben bei Feldbegehungen entdeckt worden waren. Er hatte den Ruinenort zu diesem Zeitpunkt lediglich aus einiger Entfernung gesehen. 1936, während seines persönlichen Besuchs, untersuchte er die Oberflächenkeramik und stellte eine große Anzahl von nabatäischen, römischen, byzantinischen und mittelalterlichen arabischen Scherben fest. Auch Savignac hatte während seiner Feldbegehung vor Ort bereits neben römischen und byzantinischen auch feine nabatäische Keramikfragmente identifiziert.
Erst nach den umfangreiche Forschungen des amerikanischen Provinzialrömischen Archäologen Samuel Thomas Parker  im Jahre 1976 lag eine erste quantifizierbare und systematisch ausgewertete Keramikbestimmung für Khirbet el-Kithara vor. Von 422 dort gesammelten Scherben fanden 75 Eingang in die nähere Auswertung. Die chronologischen Perioden und Datierungen richten sich nach Parkers Darstellung von 2006.
| Anzahl | Zeitstellung                            | Bemerkung   |
| ------ | --------------------------------------- | ----------- |
| 7      | frührömisch-nabatäisch (frührömisch IV) | ca. 73–135  |
| 3      | spätrömisch I–II                        | ca. 135–235 |
| 9      | spätrömisch III–IV                      | ca. 235–324 |
| 7      | frühbyzantinisch                        | ca. 324–502 |
| 48     | spätbyzantinisch                        | ca. 502–636 |
| 1      | modern                                  |             |

Parker erwähnte aus seinem 1976 an der Fortifikation geborgenen Lesefundkomplex unter anderem cremefarbene engobierte Scherben. Der amerikanische Archäologe James A. Sauer (1945–1999) schlug ein spätbyzantinisches Entstehungsdatum (6. bis 7. Jahrhundert) für diese Waren vor, was nach Ansicht des amerikanischen Mittelalterarchäologen Benjamin J. Dolinka zumindest auf einen Teil dieser Gefäße zutraf. Parker selbst mahnte 1986 bei einer zeitlichen Zuordnung zur Vorsicht, bis „… eine stratifizierbare Abfolge dieser Keramik durch Ausgrabungen existiert“, und schlug laut Dolinka „in fast intuitiver Voraussicht“ Nordwest-Saudi-Arabien als mögliches Produktionszentrum für diese Waren vor. Der australische Provinzialrömische Archäologe David Leslie Kennedy stellte fest, dass die von der nabatäischen Zeit bis in die Spätantike feststellbare Keramik einen breiten Konsens in der Wissenschaft gefunden habe, Khirbet el-Kithara als einen ursprünglich nabatäischen Stützpunkt zu betrachten, der in römischer Zeit wiederverwendet wurde.